# Hemiptocha
Hemiptocha és un gènere d'arnes de la família Crambidae.

## Taxonomia
- Hemiptocha agraphella Dognin, 1905
- Hemiptocha argentosa (Snellen, 1893)
- Hemiptocha atratellus (Hampson, 1919)
- Hemiptocha chalcostomus (Dyar, 1916)